# POSIXスレッド
POSIXスレッド は、スレッドのPOSIX標準である。スレッド生成やスレッド操作の API を定義している。
POSIXスレッド標準を実装したライブラリは Pthreads と呼ばれることが多い。Pthreads は主にUnix系POSIXシステム（Linux や Solaris）で使われているが、Microsoft Windows 用実装も存在する。例えば、pthreads-w32 は Pthreads の API のサブセットをサポートしている。

## 内容
Pthreads はC言語のデータ型、関数、定数を定義している。その実装は pthread.h というヘッダファイルとスレッドライブラリにある。スレッドのスリープは unistd.h の sleep() もしくは time.h の nanosleep() を使用する。
データ型:
- pthread_t: スレッドへのハンドル
- pthread_attr_t: スレッド属性
- pthread_mutex_t: mutex
- pthread_mutexattr_t: mutex の属性
- pthread_cond_t: 条件変数
- pthread_condattr_t: 条件変数の属性

スレッド操作関数（引数は省略）:
- pthread_create(): スレッド生成
- pthread_exit(): 現在のスレッドを終了
- pthread_cancel(): 指定したスレッドの実行をキャンセル[2]
- pthread_join(): 現在のスレッドを他のスレッドが終了するまでブロック
- pthread_kill(): スレッドへのシグナル送信
- pthread_attr_init(): スレッド属性を初期化
- pthread_attr_destroy(): スレッド属性の破棄
- pthread_attr_getdetachstate(): detachstate属性を取得
- pthread_attr_setdetachstate(): datachstate属性（スレッドがjoinできるかどうか）を設定

同期関数: mutex
- pthread_mutex_init(): mutexロックの初期化
- pthread_mutex_destroy(): mutexロックの破棄
- pthread_mutex_lock(): mutexロックの獲得（ブロックあり）
- pthread_mutex_trylock(): mutexロックの獲得（ブロックしない）
- pthread_mutex_unlock(): mutexロックの解放
- pthread_mutex_getprioceiling():
- pthread_mutex_setprioceiling():

同期関数: 条件変数
- pthread_cond_init(): 条件変数の初期化
- pthread_cond_destroy(): 条件変数の破棄
- pthread_cond_signal(): 条件変数のシグナル
- pthread_cond_broadcast():
- pthread_cond_wait(): 条件変数で待つ
- pthread_cond_timedwait():
- pthread_condattr_init():
- pthread_condattr_destroy():
- pthread_condattr_getpshared():
- pthread_condattr_setpshared():

スレッドローカルデータ:
- pthread_key_create(): スレッドローカルデータと関連付けるキーを生成
- pthread_key_delete(): キーの破棄
- pthread_getspecific(): キーを指定してスレッドローカルデータを検索
- pthread_setspecific(): キーとスレッドローカルデータの関連付け

Read/Writeロック
- pthread_rwlock_init():
- pthread_rwlock_destroy():
- pthread_rwlock_rdlock():
- pthread_rwlock_wrlock():
- pthread_rwlock_tryrdlock():
- pthread_rwlock_trywrlock():
- pthread_rwlock_unlock():
- pthread_rwlockattr_init():
- pthread_rwlockattr_destroy():
- pthread_rwlockattr_getpshared():
- pthread_rwlockattr_setpshared():

ユーティリティ関数:
- pthread_equal(): 2つのスレッドIDが等しいかどうかを調べる
- pthread_detach(): スレッドにリソースを解放させる
- pthread_self(): 自身のスレッドIDを得る

## 例
C言語で Pthreads を使ったコード例を示す。
```
#include
 
<stdio.h>

#include
 
<stdlib.h>

#include
 
<pthread.h>

static
 
void
 
*
thread_func
(
void
 
*
vptr_args
)
 
{

    
int
 
i
;

    
for
 
(
i
 
=
 
0
;
 
i
 
<
 
20
;
 
i
++
)
 
{

        
fputs
(
"  b
\n
"
,
 
stderr
);

        
sleep
(
1
);

    
}

    
return
 
NULL
;

}

int
 
main
(
void
)
 
{

    
int
 
i
;

    
pthread_t
 
thread
;

    
if
 
(
pthread_create
(
&
thread
,
 
NULL
,
 
thread_func
,
 
NULL
)
 
!=
 
0
)
 
{

        
return
 
EXIT_FAILURE
;

    
}

    
for
 
(
i
 
=
 
0
;
 
i
 
<
 
20
;
 
i
++
)
 
{

        
puts
(
"a"
);

        
sleep
(
1
);

    
}

    
if
 
(
pthread_join
(
thread
,
 
NULL
)
 
!=
 
0
)
 
{

        
return
 
EXIT_FAILURE
;

    
}

    
return
 
EXIT_SUCCESS
;

}

```

このプログラムは、'b' を1秒ごとに20回表示する新たなスレッドを生成し、同時にメインスレッドは 'a' を1秒ごとに20回表示する。出力は、2つのスレッドが並行動作することで 'a' と 'b' が入り混じったものになる。